# Sognolles-en-Montois
Sognolles-en-Montois település Franciaországban, Seine-et-Marne megyében. Lakosainak száma 365 fő (2022. január 1.). Sognolles-en-Montois Cessoy-en-Montois, Lizines, Maison-Rouge, Meigneux, Rampillon, Savins, Thénisy és Vanvillé községekkel határos.

## Népesség
A település népessége az elmúlt években az alábbi módon változott:
| Lakosok száma | 406  | 413  | 408  | 394  | 384  | 376  | 367  | 359  | 365  |
|               | 2013 | 2015 | 2016 | 2017 | 2018 | 2019 | 2020 | 2021 | 2022 |